# Ryszard Jacek Żochowski

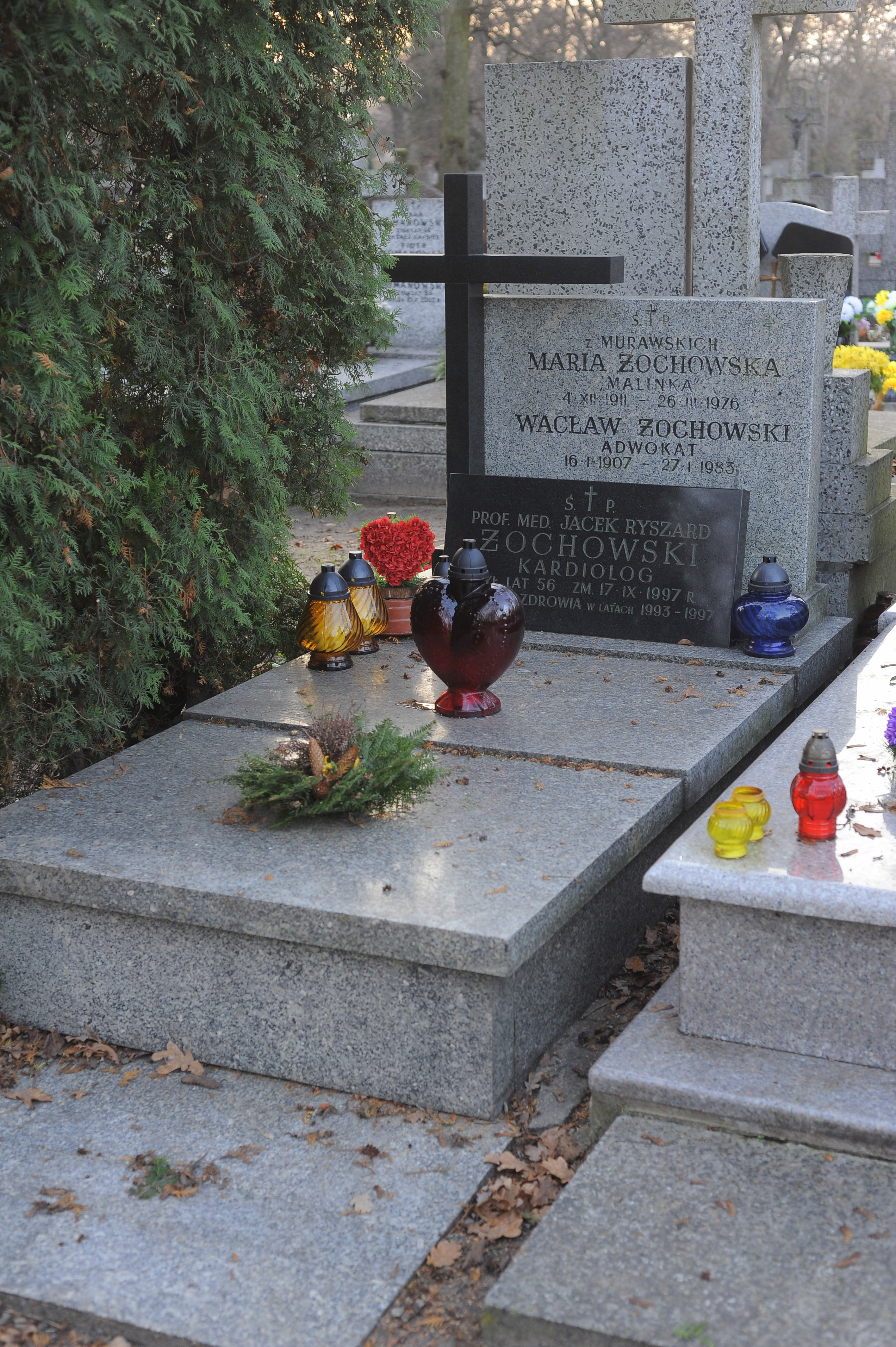
Grób Ryszarda Jacka Żochowskiego na cmentarzu Bródnowskim w Warszawie

Ryszard Jacek Żochowski (ur. 19 czerwca 1941 w Warszawie, zm. 17 września 1997 tamże) – polski lekarz i polityk, profesor nauk medycznych, poseł na Sejm I i II kadencji, minister zdrowia i opieki społecznej (1993–1997).

## Życiorys
Syn Wacława. Ukończył w 1964 studia na Wydziale Lekarskim Akademii Medycznej w Warszawie. Doktoryzował się pod kierunkiem profesora Tadeusza Kraski. Uzyskał następnie stopień doktora habilitowanego, a także otrzymał tytuł profesora nauk medycznych. Pracował jako ordynator Oddziału Kardiologii Centralnego Szpitala Klinicznego Ministerstwa Spraw Wewnętrznych.
Należał do Polskiej Zjednoczonej Partii Robotniczej. Brał udział w obradach Okrągłego Stołu po stronie partyjno-rządowej w podzespole do spraw zdrowia. W 1991 i 1993 uzyskiwał z listy Sojuszu Lewicy Demokratycznej mandat posła na Sejm I i II kadencji. W 1993 przed wejściem w skład rządu przewodniczył Komisji Zdrowia. W latach 1993–1997 zajmował urząd ministra zdrowia i opieki społecznej w rządach Waldemara Pawlaka, Józefa Oleksego i Włodzimierza Cimoszewicza.
Zmarł 17 września 1997. Uroczystości pogrzebowe odbyły się 23 września tego samego roku w kościele garnizonowym w Warszawie. Został pochowany na cmentarzu Bródnowskim (kw. 21D–1–2).

## Odznaczenia
Pośmiertnie w 1997 odznaczony Krzyżem Komandorskim Orderu Odrodzenia Polski.

## Wyniki wyborcze
| Wybory | Komitet wyborczy | Komitet wyborczy             | Organ            | Okręg | Wynik |
| ------ | ---------------- | ---------------------------- | ---------------- | ----- | ----- |
| 1991   |                  | Sojusz Lewicy Demokratycznej | Sejm I kadencji  | nr 1  | 2221  |
| 1993   |                  | Sojusz Lewicy Demokratycznej | Sejm II kadencji | nr 1  | 5700  |